# Gourdon (Saône-et-Loire)
Pour les articles homonymes, voir Gourdon.
Gourdon est une commune française située dans le département de Saône-et-Loire, en région Bourgogne-Franche-Comté.

## Géographie
Curiosité : la commune de Gourdon appartient de nos jours à l'arrondissement de Chalon-sur-Saône et non à celui de Charolles ; la paroisse dépendait autrefois du bailliage de Charolles et de l'évêché de Chalon.
Le bourg de Gourdon, où se trouve l'église romane, est situé sur une petite colline au point culminant de la commune. La situation des lieux permet de voir la silhouette de l'église depuis plusieurs kilomètres, ce qui en fait un repère dans le paysage local. L'essentiel de la population de la commune est dans une zone pavillonnaire située en contrebas, dans la continuité de la zone urbaine de Montceau-les-Mines.

### Climat
Pour des articles plus généraux, voir Climat de la Bourgogne-Franche-Comté et Climat de Saône-et-Loire.
En 2010, le climat de la commune est de type climat océanique dégradé des plaines du Centre et du Nord, selon une étude du Centre national de la recherche scientifique s'appuyant sur une série de données couvrant la période 1971-2000. En 2020, Météo-France publie une typologie des climats de la France métropolitaine dans laquelle la commune est exposée à un climat océanique altéré et est dans la région climatique Centre et contreforts nord du Massif Central, caractérisée par un air sec en été et un bon ensoleillement.
Pour la période 1971-2000, la température annuelle moyenne est de 10,1 °C, avec une amplitude thermique annuelle de 17 °C. Le cumul annuel moyen de précipitations est de 917 mm, avec 11,5 jours de précipitations en janvier et 7,7 jours en juillet. Pour la période 1991-2020, la température moyenne annuelle observée sur la station météorologique de Météo-France la plus proche, « Mt-Saint-Vincent », sur la commune de Mont-Saint-Vincent à 3 km à vol d'oiseau, est de 10,4 °C et le cumul annuel moyen de précipitations est de 891,2 mm. 
La température maximale relevée sur cette station est de 37,6 °C, atteinte le 12 août 2003 ; la température minimale est de −21,1 °C, atteinte le 10 février 1956,,.
Les paramètres climatiques de la commune ont été estimés pour le milieu du siècle (2041-2070) selon différents scénarios d'émission de gaz à effet de serre à partir des nouvelles projections climatiques de référence DRIAS-2020. Ils sont consultables sur un site dédié publié par Météo-France en novembre 2022.

## Urbanisme

### Typologie
Au 1er janvier 2024, Gourdon est catégorisée commune rurale à habitat dispersé, selon la nouvelle grille communale de densité à sept niveaux définie par l'Insee en 2022.
Elle appartient à l'unité urbaine de Montceau-les-Mines, une agglomération intra-départementale regroupant cinq  communes, dont elle est une commune de la banlieue,,. Par ailleurs la commune fait partie de l'aire d'attraction de Montceau-les-Mines, dont elle est une commune de la couronne,. Cette aire, qui regroupe 22 communes, est catégorisée dans les aires de 50 000 à moins de 200 000 habitants,.

### Occupation des sols
L'occupation des sols de la commune, telle qu'elle ressort de la base de données européenne d’occupation biophysique des sols Corine Land Cover (CLC), est marquée par l'importance des territoires agricoles (84,8 % en 2018), une proportion sensiblement équivalente à celle de 1990 (85,2 %). La répartition détaillée en 2018 est la suivante : prairies (81,5 %), forêts (12,8 %), zones agricoles hétérogènes (3,3 %), zones urbanisées (2,4 %). L'évolution de l’occupation des sols de la commune et de ses infrastructures peut être observée sur les différentes représentations cartographiques du territoire : la carte de Cassini (XVIIIe siècle), la carte d'état-major (1820-1866) et les cartes ou photos aériennes de l'IGN pour la période actuelle (1950 à aujourd'hui).

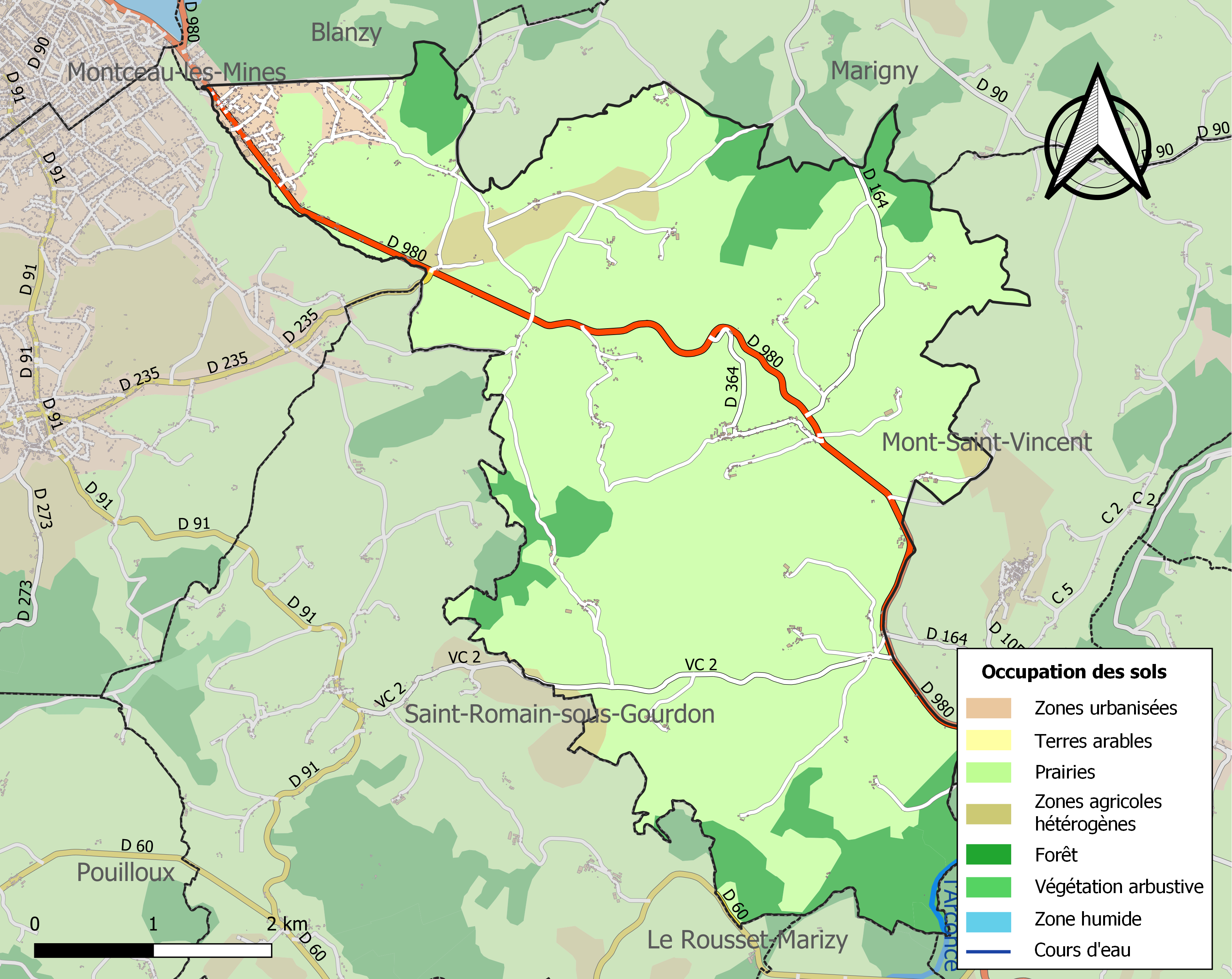
Carte des infrastructures et de l'occupation des sols de la commune en 2018 (CLC).

## Histoire
À Gourdon, diocèse de Chalon, un reclus du nom de Desiderat, dirigeait du fond de sa cellule un monastère dont l'origine est inconnue, mais qui existait déjà du temps de Grégoire de Tours, en 570.

## Politique et administration
| Période                                  | Période          | Identité             | Étiquette | Qualité |
| ---------------------------------------- | ---------------- | -------------------- | --------- | ------- |
| 1978                                     | 17 novembre 2017 | Jacqueline Ackermann |           |         |
| février 2018                             | En cours         | Marc Répy            |           |         |
| Les données manquantes sont à compléter. |                  |                      |           |         |

## Démographie
L'évolution du nombre d'habitants est connue à travers les recensements de la population effectués dans la commune depuis 1793. Pour les communes de moins de 10 000 habitants, une enquête de recensement portant sur toute la population est réalisée tous les cinq ans, les populations de référence des années intermédiaires étant quant à elles estimées par interpolation ou extrapolation. Pour la commune, le premier recensement exhaustif entrant dans le cadre du nouveau dispositif a été réalisé en 2008.

En 2022, la commune comptait 891 habitants, en évolution de −2,3 % par rapport à 2016 (Saône-et-Loire : −1,06 %, France hors Mayotte : +2,11 %).
| 1793 | 1800 | 1806 | 1821 | 1831 | 1836 | 1841 | 1846 | 1851 |
| ---- | ---- | ---- | ---- | ---- | ---- | ---- | ---- | ---- |
| 790  | 747  | 700  | 767  | 801  | 805  | 783  | 774  | 759  |

| 1856 | 1861 | 1866 | 1872 | 1876 | 1881 | 1886 | 1891  | 1896  |
| ---- | ---- | ---- | ---- | ---- | ---- | ---- | ----- | ----- |
| 776  | 813  | 816  | 853  | 892  | 876  | 936  | 1 025 | 1 015 |

| 1901 | 1906 | 1911 | 1921 | 1926 | 1931 | 1936 | 1946 | 1954 |
| ---- | ---- | ---- | ---- | ---- | ---- | ---- | ---- | ---- |
| 954  | 991  | 960  | 867  | 875  | 811  | 804  | 787  | 780  |

| 1962 | 1968 | 1975 | 1982 | 1990 | 1999 | 2006 | 2008 | 2013 |
| ---- | ---- | ---- | ---- | ---- | ---- | ---- | ---- | ---- |
| 681  | 644  | 798  | 819  | 802  | 871  | 879  | 882  | 899  |

| 2018 | 2022 | - | - | - | - | - | - | - |
| ---- | ---- | - | - | - | - | - | - | - |
| 895  | 891  | - | - | - | - | - | - | - |

## Vie locale

### Culte
Gourdon relève de la paroisse Saint-Luc-en-Pays-Montcellien, paroisse du diocèse d'Autun qui regroupe cinq villages et dont le siège se trouve à Saint-Vallier.

## Lieux et monuments
Sont à voir sur le territoire de la commune :
- l'église Notre-Dame-de-l'Assomption, des XIIe et XIXe siècles, d'architecture romane, classée au titre des monuments historiques[20] et se distinguant d'une part par le nombre et la richesse de ses chapiteaux sculptés et, d'autre part, par plusieurs peintures murales qui furent redécouvertes en 1940[21] ;
- le château des Puits (d'Ezpuits) ;
- la croix d'offrande hosanière à pupitre, de la fin du Moyen Âge, sur la place de l'Église.

Dans le village a été découvert en 1845 le trésor de Gourdon, trésor d'orfèvrerie de l'art mérovingien (fin du Ve ou début du VIe siècle), actuellement conservé au cabinet des médailles de la Bibliothèque nationale de France.

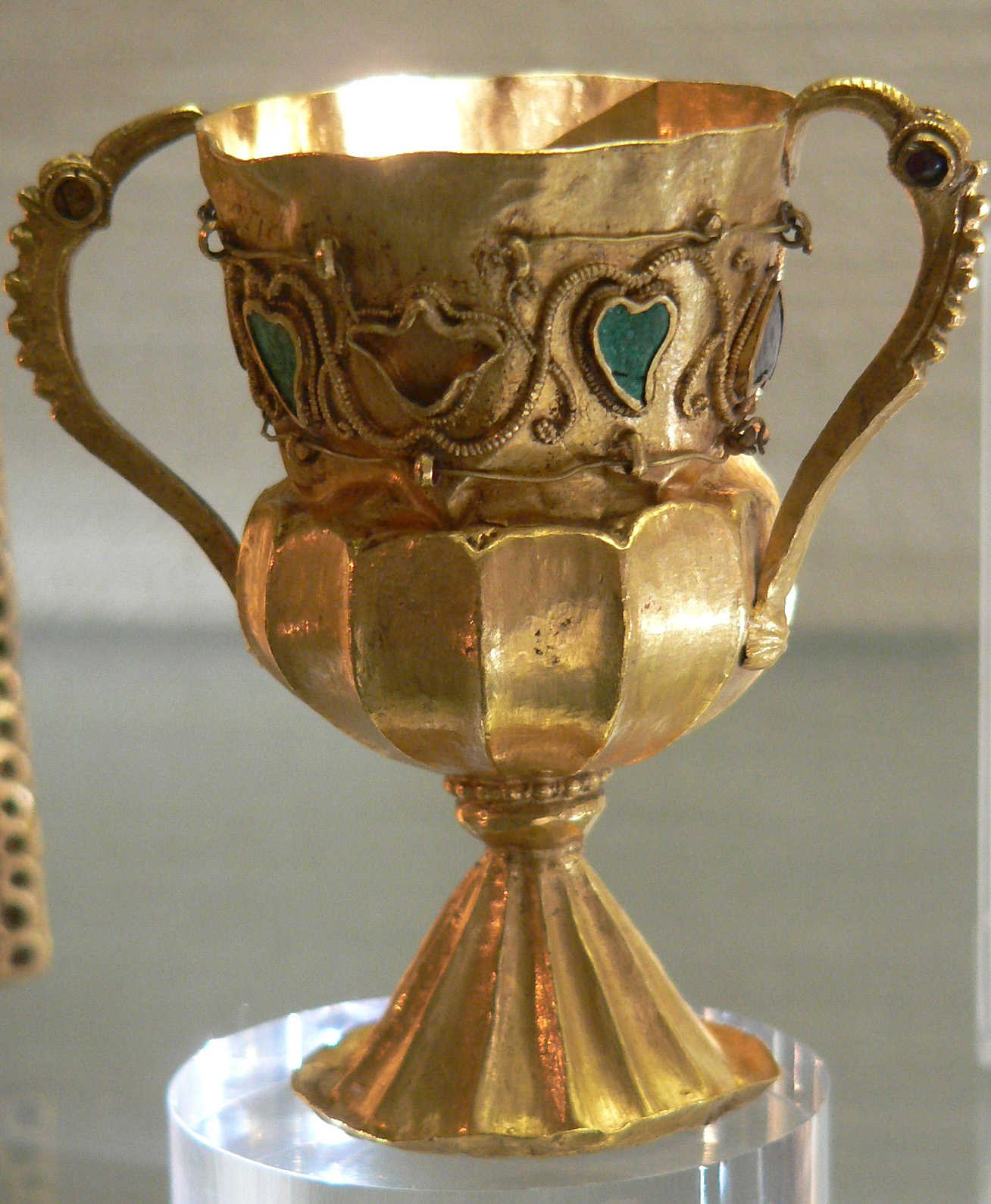
Le calice du trésor de Gourdon.
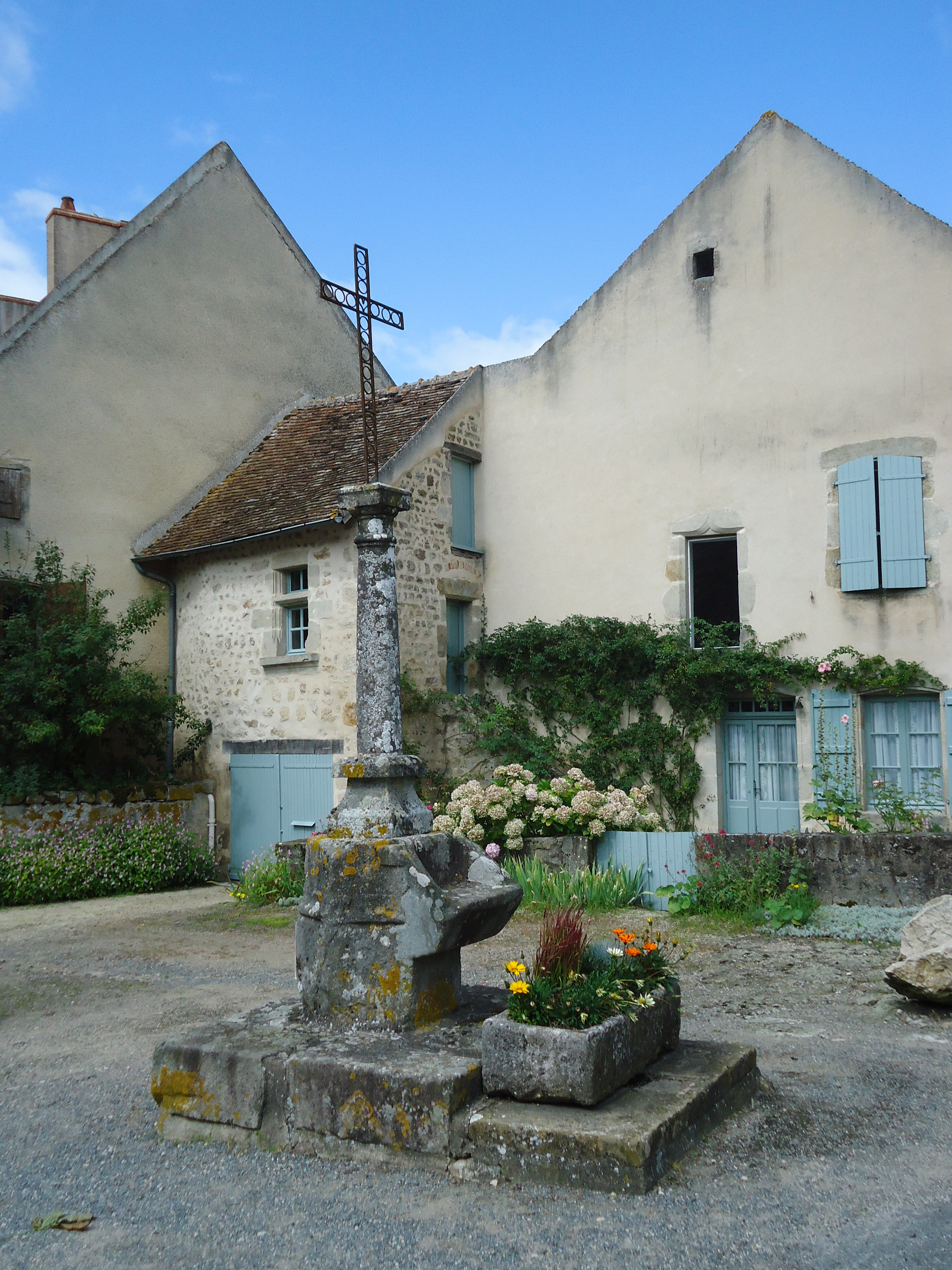
La croix hosanière visible place de l’Église.

## Pour approfondir